# Dick N. Lucas
Pour les articles homonymes, voir Dick Lucas.
Dick N. Lucas (20 juillet 1920, Los Angeles - 27 août 1997, Burbank, Californie) était un animateur américain ayant travaillé pour les studios Disney.

## Filmographie
- 1957 : The Truth About Mother Goose (animateur)
- 1960 : Goliath II (animation personnage)
- 1961 : Les 101 Dalmatiens (animation personnage)
- 1961 : Dingo fait de la natation (animateur)
- 1963 : Merlin l'Enchanteur (animation personnage)
- 1966 : Winnie l'ourson et l'Arbre à miel (scénario)
- 1967 : Le Livre de la jungle (animation personnage)
- 1970 : Les Aristochats (effet visuel)
- 1977 : Les Aventures de Bernard et Bianca (effet visuel)
- 1981 : Rox et Rouky (animation personnage)